# نورت دام دي بونتمين (كيبك)
نورت دام دي بونتمين (بالإنجليزية: Notre-Dame-de-Pontmain, Quebec)‏ هي بلدية محلية في كيبيك تقع في كندا في Antoine-Labelle Regional County Municipality. يقدر عدد سكانها بـ 720 نسمة ومساحتها 295.00 كم2 .